# دانيال وايز (منتج مسرحي)
دانيال وايز (بالإنجليزية: Daniel Wise)‏ هو كاتب مسرحي ومخرج أمريكي، ولد في 5 أبريل 1979 في شيكاغو في الولايات المتحدة.

## وصلات خارجية
- دانييل وايز على موقع قاعدة بيانات برودواي على الإنترنت (الإنجليزية)